# انجمن زنان روستایی آلمان

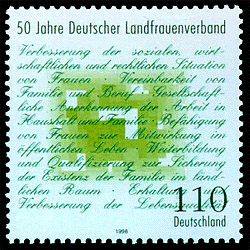
یک بیانیه انجمنِ زنانِ روستاییِ آلمان

انجمنِ زنانِ روستاییِ آلمان یک انجمن سراسری برای زنان در مناطقِ روستایی در آلمان است. انجمنِ زنانِ روستایی در ۲۰ اکتبر ۱۹۴۸ تأسیس شد. زنبور عسل، نشانِ این انجمن است.

## اهداف و کنش‌ها
انجمنِ زنانِ روستاییِ آلمان متعهد به «منافعِ حرفه ایِ کشاورزان و بهبودِ وضعیتِ اجتماعی، اقتصادی و حقوقیِ زنان» و همچنین سازگار کردنِ خانواده با کار است؛ با این هدف که زن بتواند —به طورِ همزمان— خود را وقفِ کار و حرفهٔ خود از یک سو و زندگیِ خانوادگی و مراقبت از کودکان و افرادِ نیازمند به مراقبت کند. در گذشته، عمدتاً زنانی که ارتباط مستقیمی با کشاورزی داشتند، اعضای اصلی بودند؛ اما اکنون زنان از همهٔ حرفه‌ها و گروه‌هایِ سنّی در میانِ اعضایِ این انجمن یافت می‌شوند.
انجمن زنان روستایی آلمان به سازمانی برایِ ۲۲ انجمنِ زنانهٔ منطقه ای تبدیل شده که اعضای آن به نوبهٔ خود، از انجمن‌های ناحیه ای و محلی تشکیل شده‌اند. در مجموع، تقریباً ۴۵۰۰۰۰ زن از طریق این ساختار عضوِ این انجمن هستند. دفترِ آن در برلین مستقر است.
این انجمن به نوبهٔ خود، عضوِ انجمن‌های مختلف درحوزهٔ سیاست، کشاورزی و همچنین سازمان‌ها و شبکه هایِ سیاست گذاریِ زنان، مانند شورای زنان آلمان، اعلامیهٔ برلین و ایدهٔ دیجیتال برای همه است.
این شورا در سال ۲۰۱۱ اعلامیه برلین برایِ زنان را امضا کرد و در کمپین دستمزدِ برابر برایِ کارِ برابر و کمک به برابری در پارلمان مشارکت دارد.